# 金州绣线菊
金州绣线菊（学名：Spiraea nishimurae）为蔷薇科绣线菊属下的一个种。

## 扩展阅读
維基物種上的相關：金州绣线菊